# 二胺順丁烯二腈
二胺順丁烯二腈（英語：Diaminomaleonitrile，縮寫：DAMN）是一种有机化合物，由两個胺基和两个腈基连接到一个中心烯烃单元上。其系统名称反映了它与马来酸的結構关系。
该化学品可通过四分子氰化氢聚合形成，并可用作合成數種杂环化合物的起始原料。因此，它被认为是一种可能存在于生命起源時代時环境中的有机化学物质。